# Alaksiej Pankawiec
Alaksiej Jurjewicz Pankawiec (biał. Аляксей Юр'евіч Панкавец, ros. Алексей Юрьевич Панковец, Aleksiej Jurjewicz Pankowiec; ur. 18 kwietnia 1981 w Mińsku) – białoruski piłkarz grający na pozycji obrońcy. Od 2013 roku zawodnik klubu Tarpieda-BiełAZ Żodzino. W reprezentacji Białorusi zadebiutował w 2006 roku. Rozegrał w niej dwa mecze.